# رایان لوئیس
رایان لوئیس (به انگلیسی: Ryan Lewis) (زاده ۲۵ مارس ۱۹۸۸) تهیه‌کننده موسیقی و دی‌جی آمریکایی ساکن سیاتل، واشینگتن است. او بیشتر برای همکاری با مکلمور شناخته می‌شود.